# Nereis talehsapensis
Nereis talehsapensis är en ringmaskart som beskrevs av Fauvel 1932. Nereis talehsapensis ingår i släktet Nereis och familjen Nereididae. Inga underarter finns listade i Catalogue of Life.